# Маслов, Анатолий Кириллович
Маслов Анатолий Кириллович (род. 3 июля 1939, Симферополь) — Заместитель Председателя Верховного Совета Крыма в 1991—1994. Кандидат сельскохозяйственных наук. Академик академии кибернетических наук.

## Образование
- 1963 — Крымский сельскохозяйственный институт.

## Биография
- 1956—1958 — шофер автоколлоны № 1, г. Симферополь, Крымская область.
- 1963 — бригадир, агроном совхоза «Раздольненский», Раздольненский район, Крымская область.
- 1963—1965 — служба в Советской Армии.
- 1966 — агроном по многолетним насаждениям колхоза «Страна Советов», Первомайский район, Крымская область.
- 1966—1975 — главный агроном НПО, поселок. Крымская Роза, Белогорский район, Крымская область.
- 1975—1980 — председатель колхоза им. С. М. Кирова, Белогорский район, Крымская область.
- 1980—1984 — председатель «Сельхозтехники» Симферопольского района.
- 1984—1988 — председатель районного агропромышленного объединения Симферопольского района.
- 1988—1991 — председатель Симферопольского райисполкома.
- август 1991 — сентябрь 1991 — председатель Постоянной комиссии Верховного Совета Крыма по аграрным, земельным вопросам и продовольственному обеспечению.
- сентябрь 1991 — май 1994 — заместитель Председателя Верховного Совета Крыма.
- 1994—1996 — председатель Совместного предприятия.
- с 1996 — президент фирмы « М. К. С.», г. Симферополь.

## Общественная деятельность
Депутат Верховного Совета Крыма 1-го созыва (1991—1994).

## Награды
- Почётная грамота Президиума Верховной Рады Автономной Республики Крым (7 августа 2000) — За активную литературную деятельность и в связи с 60-летием со дня рождения[1].